# 제임스 본드
제임스 본드(영어: James Bond)는 이언 플레밍이 1953년에 처음 공개한 제임스 본드라는 이름의 가공의 비밀 요원에 초점을 소설 시리즈이자 이를 원작으로 한 다른 매체화된 시리즈의 총칭이다. 1964년 플레밍이 사망한 이후 8명의 다른 작가가 본드의 공식 소설을 저술했다. 2015년 기준으로 이 시리즈는 199억 달러의 가치가 있는 것으로 추정된다.

## 출판 역사

### 소설
이언 플레밍은 1952년 2월 첫 번째 소설 벳계열 《카지노 로얄》(1953년 출간)을 쓰기 시작하여 1964년, 56세의 나이로 세상을 떠나기 전까지 본드와 관련된 시리즈 소설을 12권을 편찬했다. 또한 사후에 출간된 1편과 미완성 작품 1편까지 모두 포함해 14편의 제임스 본드 시리즈 소설을 썼다. 플레밍이 자메이카에 있는 자신의 별장 ‘골든 아이’에서 본드 시리즈를 집필했다. 제임스 본드는 플레밍이 당시 읽었던 조류 관련 서적 《서인도제도의 새들》의 저자 이름에서 따온 것으로, 소설이 영화화되어 크게 히트하자 조류학자 제임스 본드와는 친구가 되었다.
| 연도 | 제목                       | 원어 제목                          |
| ---- | -------------------------- | ---------------------------------- |
| 1953 | 카지노 로얄                | Casino Royale                      |
| 1954 | 죽느냐 사느냐              | Live and Let Die                   |
| 1955 | 문레이커                   | Moonraker                          |
| 1956 | 다이아몬드는 영원히        | Diamonds Are Forever               |
| 1957 | 위기일발                   | From Russia, with Love             |
| 1958 | 살인번호                   | Dr. No                             |
| 1959 | 골드핑거                   | Goldfinger                         |
| 1960 | 포 유어 아이즈 온리        | For Your Eyes Only                 |
| 1961 | 썬더볼                     | Thunderball                        |
| 1962 | 나를 사랑한 스파이         | The Spy Who Loved Me               |
| 1963 | 여왕 폐하 대작전           | On Her Majesty's Secret Service    |
| 1964 | 두번 산다                  | You Only Live Twice                |
| 1965 | 황금총을 가진 사나이       | The Man with the Golden Gun        |
| 1966 | 옥토퍼시와 리빙 데이라이트 | Octopussy and The Living Daylights |

## 각색

### 영화

#### 제임스 본드를 연기한 배우
앨버트 R. 브로콜리의 EON 프로덕션에서 이안 플뢰밍의 소설 닥터 노를 영화화한 007 살인번호를 발표했다. 숀 코너리가 제임스 본드 역할을 했다. 숀 코너리는 007 두 번 산다를 포함해 총 6편의 007 시리즈에 출연했다. 조지 레이전비는 1969년 007 여왕폐하 대작전에 출연해 제임스 본드 역을 맡았다. 1971년 숀 코너리의 제임스 본드 마지막 시리즈인 다이아몬드는 영원히에 출연했다.

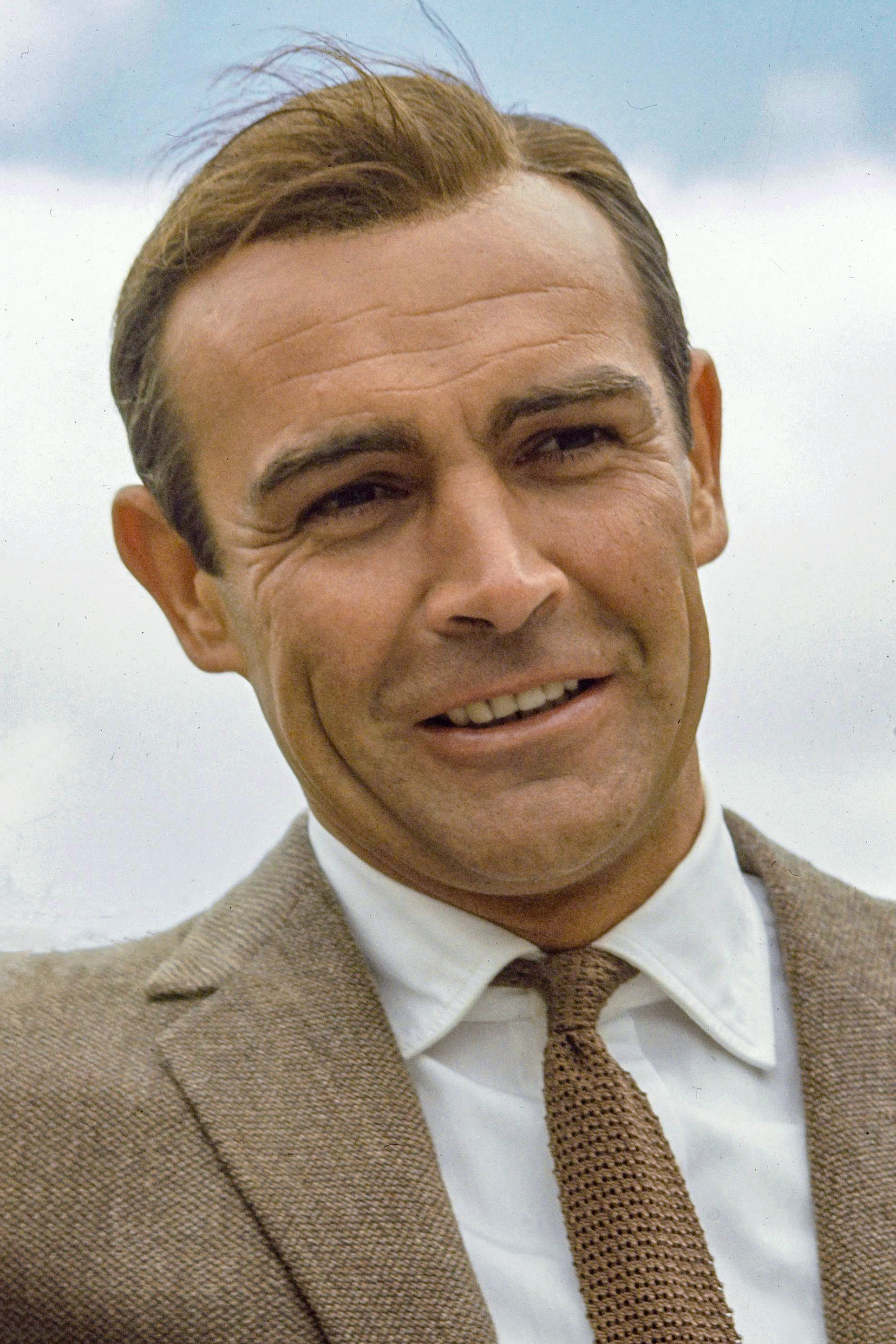
숀 코너리 (1962–67; 1971)
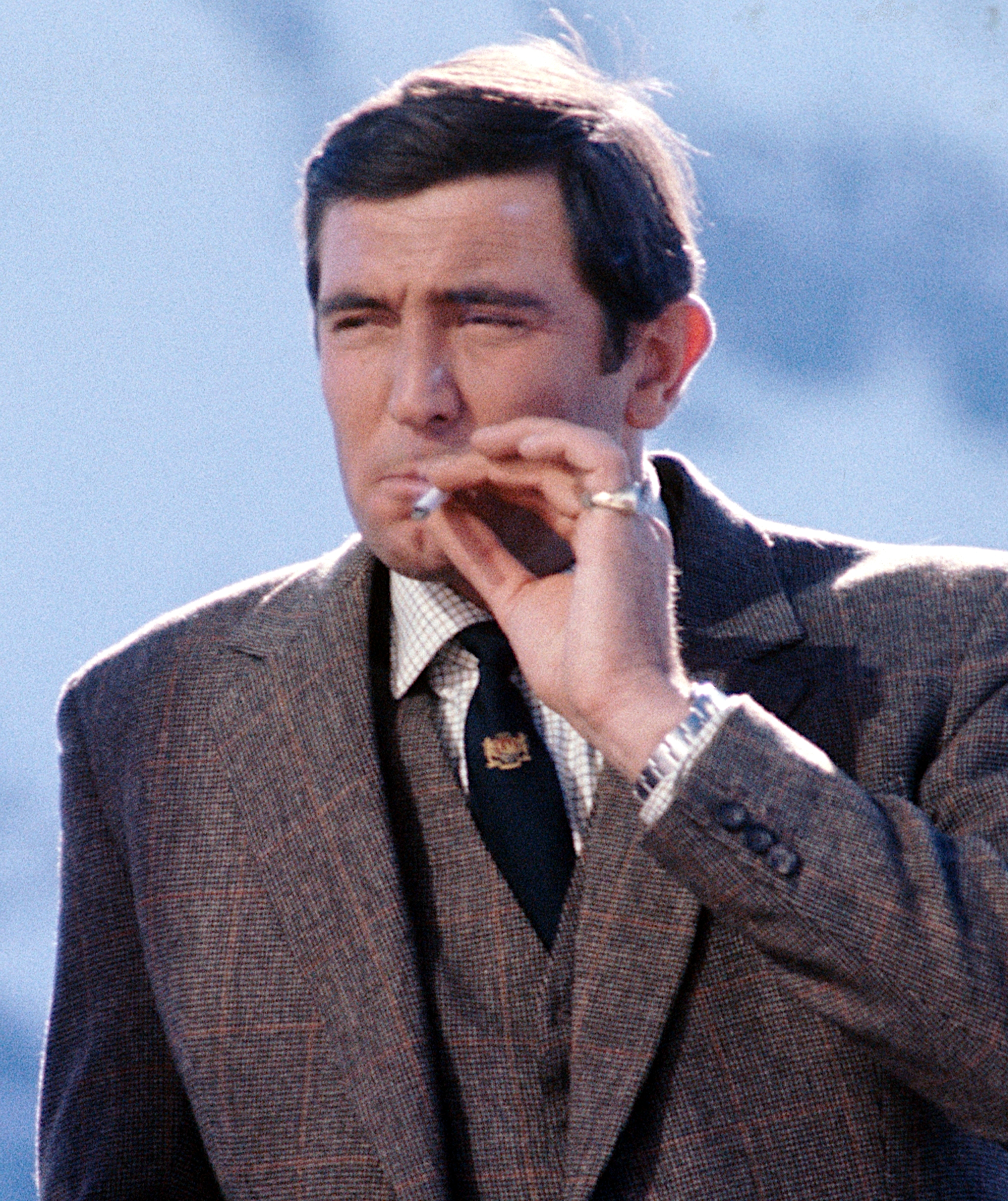
조지 라젠비 (1969)
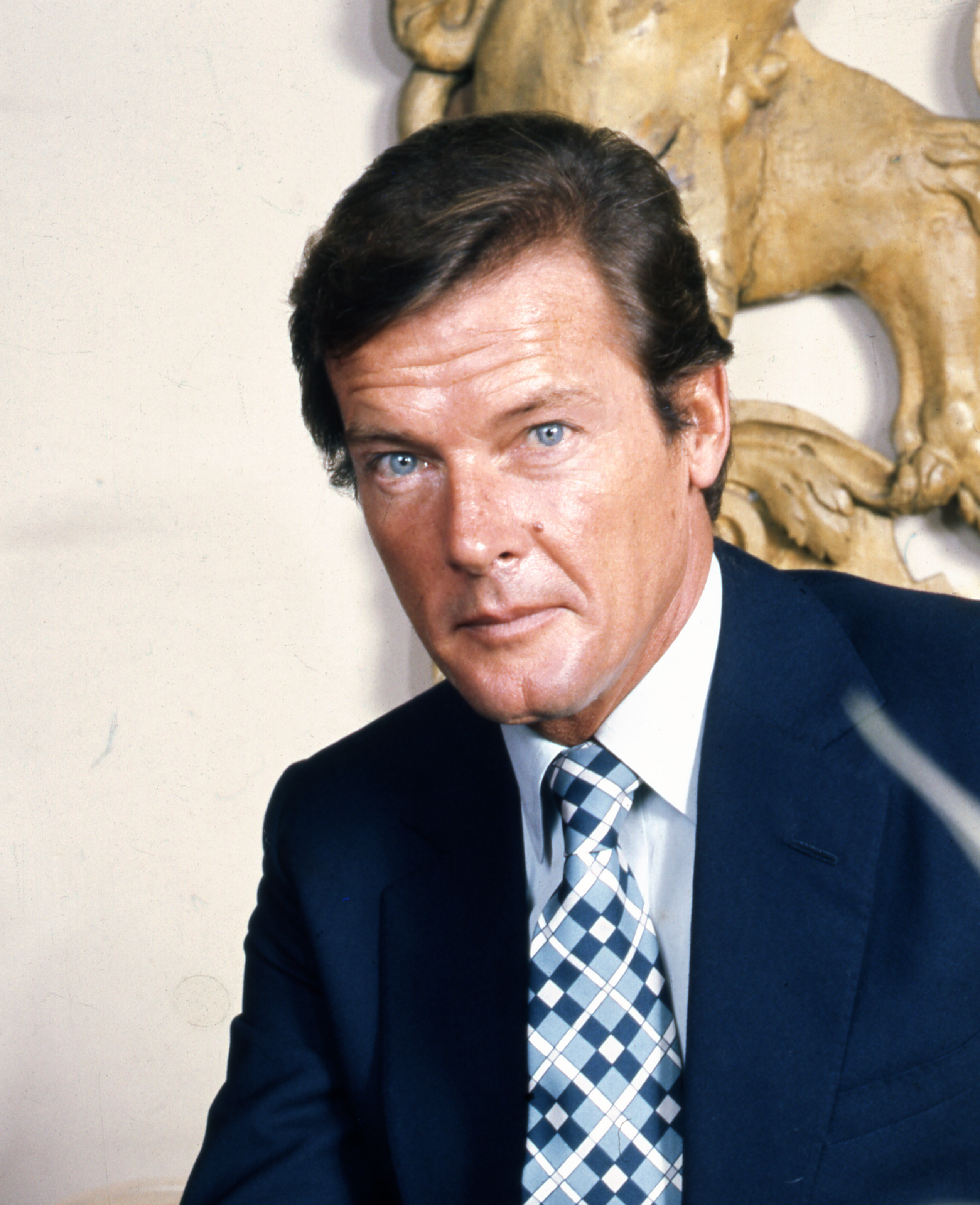
로저 무어 (1973–85)
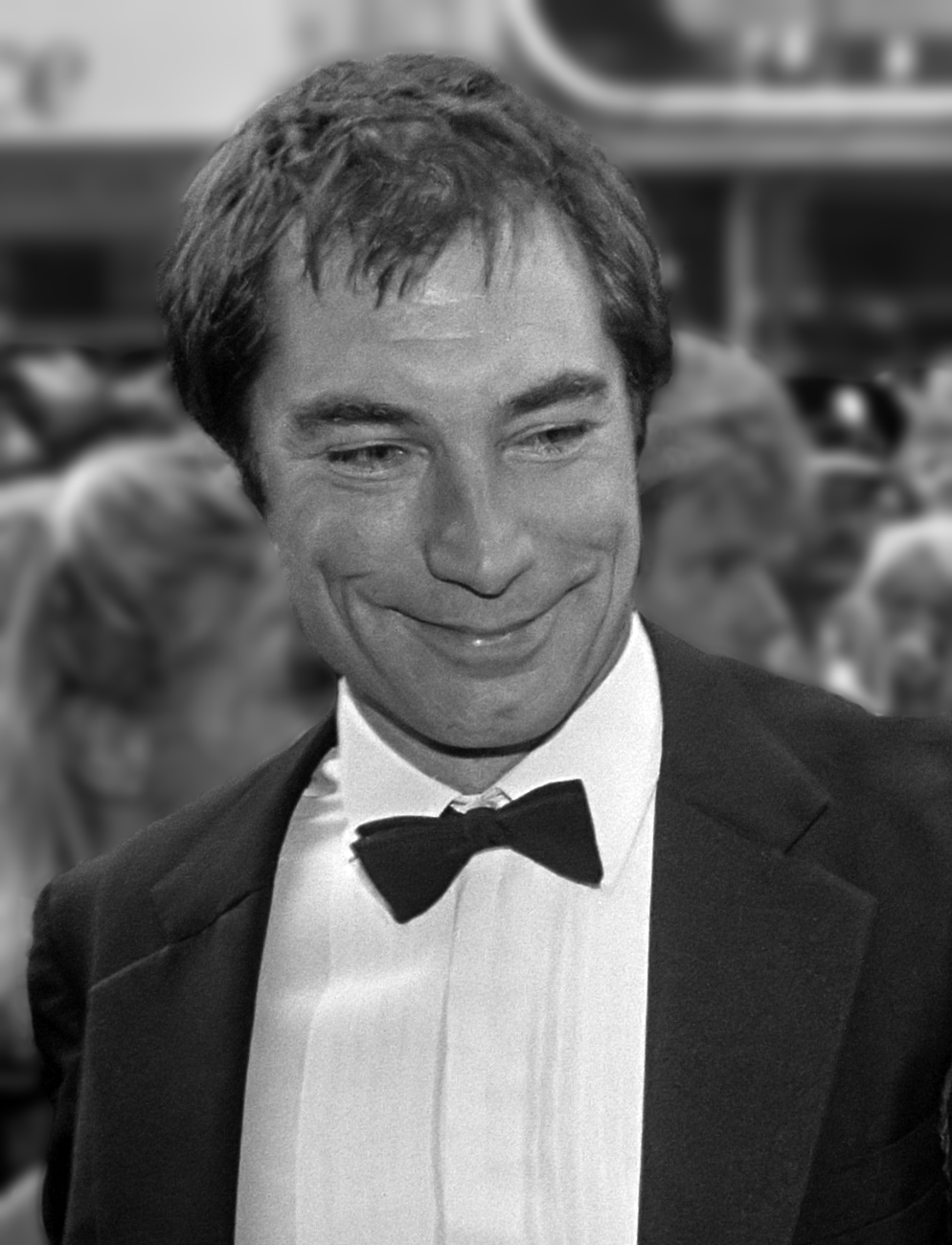
티머시 돌턴 (1987-89)
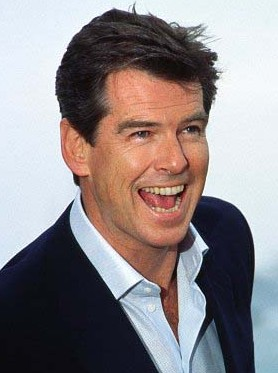
피어스 브로스넌 (1995–2002)
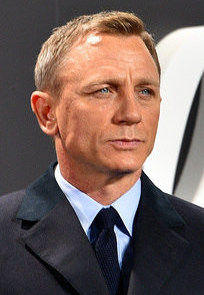
다니엘 크레이그 (2006–21)

#### 시리즈 목록
| 제작년도 | 작품명                   | 작품명                          | 감독              | 배우            |
| 제작년도 | 제목                     | 원어                            | 감독              | 배우            |
| -------- | ------------------------ | ------------------------------- | ----------------- | --------------- |
| 1962     | 007 살인번호             | Dr. No                          | 테렌스 영         | 숀 코너리       |
| 1963     | 007 위기일발             | From Russia With Love           | 테렌스 영         | 숀 코너리       |
| 1964     | 007 골드핑거             | Goldfinger                      | 가이 해밀턴       | 숀 코너리       |
| 1965     | 007 썬더볼 작전          | Thunderball                     | 테렌스 영         | 숀 코너리       |
| 1967     | 007 두 번 산다           | You Only Live Twice             | 루이스 길버트     | 숀 코너리       |
| 1969     | 007 여왕폐하 대작전      | On Her Majesty's Secret Service | 피터 헌트         | 조지 라젠비     |
| 1971     | 007 다이아몬드는 영원히  | Diamonds Are Forever            | 가이 해밀턴       | 숀 코너리       |
| 1973     | 007 죽느냐 사느냐        | Live and Let Die                | 가이 해밀턴       | 로저 무어       |
| 1974     | 007 황금총을 가진 사나이 | The Man With The Golden Gun     | 가이 해밀턴       | 로저 무어       |
| 1977     | 007 나를 사랑한 스파이   | The Spy Who Loved Me            | 루이스 길버트     | 로저 무어       |
| 1979     | 007 문레이커             | Moonraker                       | 루이스 길버트     | 로저 무어       |
| 1981     | 007 유어 아이즈 온리     | For Your Eyes Only              | 존 글렌           | 로저 무어       |
| 1983     | 007 옥토퍼시             | Octopussy                       | 존 글렌           | 로저 무어       |
| 1985     | 007 뷰 투 어 킬          | A View To A Kill                | 존 글렌           | 로저 무어       |
| 1987     | 007 리빙 데이라이트      | The Living Daylights            | 존 글렌           | 티모시 달튼     |
| 1989     | 007 살인면허             | Licence To Kill                 | 존 글렌           | 티모시 달튼     |
| 1995     | 007 골든 아이            | Golden Eye                      | 마틴 캠벨         | 피어스 브로스넌 |
| 1997     | 007 네버 다이            | Tomorrow Never Dies             | 로저 스포티스우드 | 피어스 브로스넌 |
| 1999     | 007 언리미티드           | The World Is Not Enough         | 마이클 앱티드     | 피어스 브로스넌 |
| 2002     | 007 어나더데이           | Die Another Day                 | 리 타마호리       | 피어스 브로스넌 |
| 2006     | 007 카지노 로얄          | Casino Royale                   | 마틴 캠벨         | 다니엘 크레이그 |
| 2008     | 007 퀀텀 오브 솔러스     | Quantum of Solace               | 마크 포스터       | 다니엘 크레이그 |
| 2012     | 007 스카이폴             | Skyfall                         | 샘 멘데스         | 다니엘 크레이그 |
| 2015     | 007 스펙터               | Spectre                         | 샘 멘데스         | 다니엘 크레이그 |
| 2021     | 007 노 타임 투 다이      | No Time to Die                  | 캐리 후쿠나가     | 다니엘 크레이그 |

#### 번외
| 제작년도 | 작품명                    | 작품명                | 감독         | 배우          |
| 제작년도 | 제목                      | 원어                  | 감독         | 배우          |
| -------- | ------------------------- | --------------------- | ------------ | ------------- |
| 1967     | 007 카지노 로얄           | Casino Royal          | 발 게스트 외 | 데이비드 니븐 |
| 1983     | 007 네버 세이 네버 어게인 | Never say never again | 어빈 커슈너  | 숀 코너리     |

### 비디오 게임
- 007 퀀텀 오브 솔러스 (비디오 게임)